# Panteón Inglés de Mineral del Monte

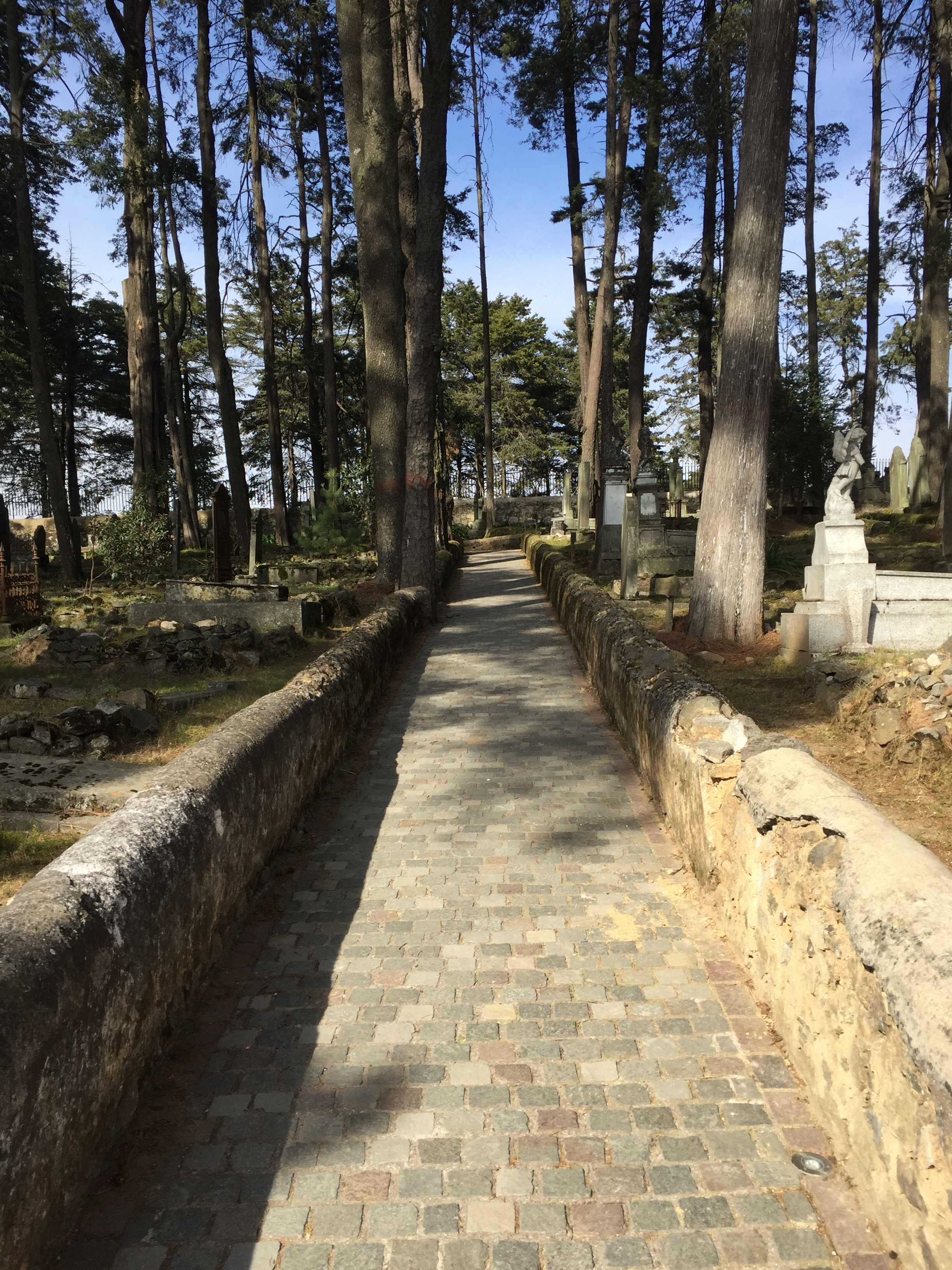
Pasillo central del panteón.

El Panteón Inglés de Mineral del Monte, también conocido como el Cementerio Británico de Mineral del Monte, es un cementerio y parque ubicado en el municipio de Mineral del Monte, en el estado de Hidalgo, México. Se encuentra en las afueras de la localidad.

## Ubicación
El cementerio se encuentra alrededor de 2.5 kilómetros del centro poblado de Mineral del Monte, dentro del municipio del mismo nombre, en el estado de Hidalgo, México. Este municipio se ubica a 12 kilómetros al noreste de Pachuca de Soto, la capital del estado. El cementerio fue construido en medio de un bosque de oyamel, cerca de un cerro que se encuentra a una altitud de aproximadamente 2660 metros sobre el nivel del mar. Se puede llegar mediante una calzada que se origina en una mina cercana al pueblo.

## Características

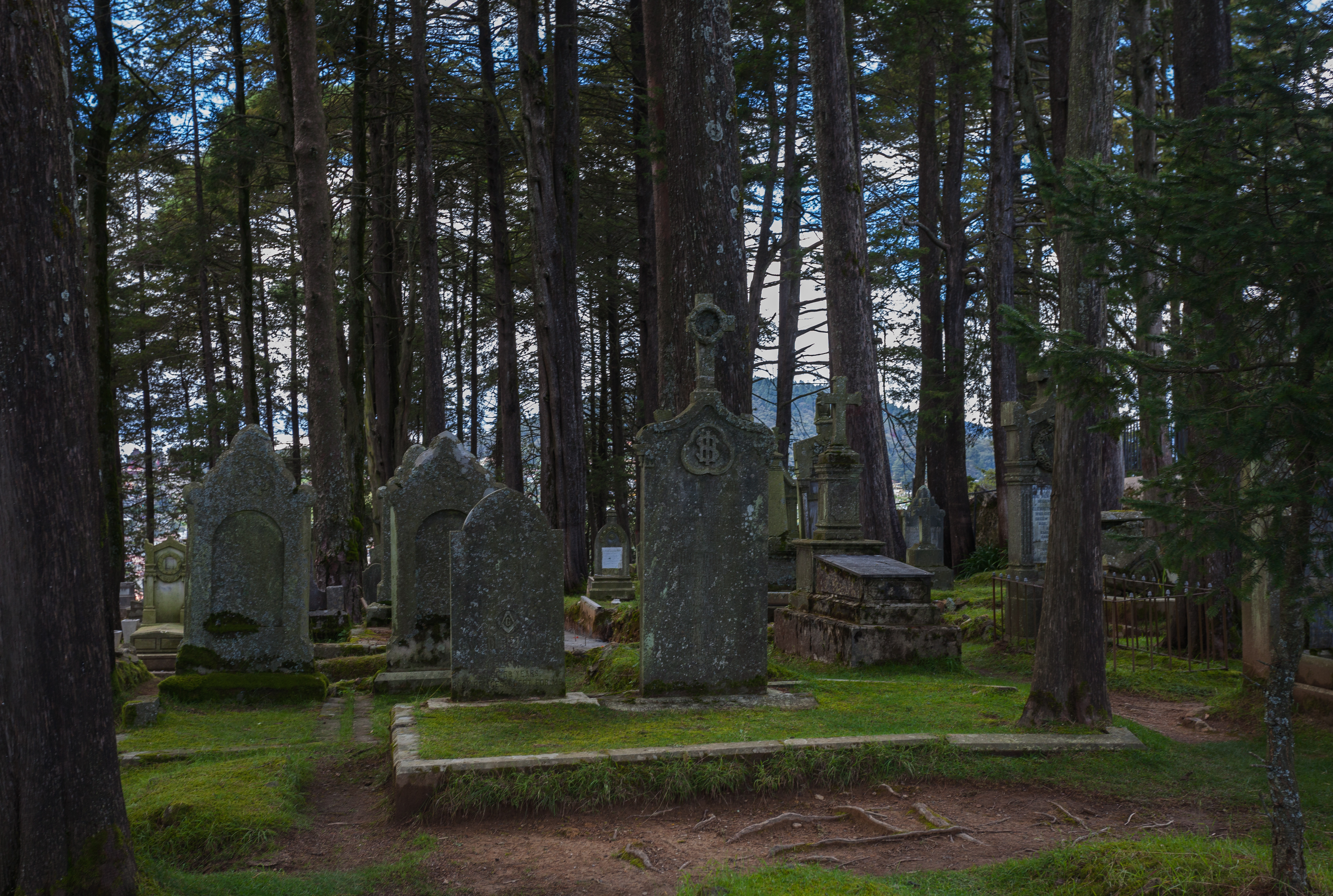
Tumbas apuntando al noreste con el bosque de oyamel en el fondo.

La entrada principal está resguardada por una verja de hierro forjado. En la parte superior se puede leer en inglés la leyenda "Blessed are the dead who die with the Lord", Benditos son quienes mueren en el Señor, y la fecha de 1862. A pocos metros de la entrada se puede encontrar un descanso en forma de sarcófago con un grabado de una cruz latina y la leyenda "Anno Domini", Año del Señor. Este descanso forma parte de una tradición funeraria masónica en la que se descansa el ataúd para realizar una ceremonia ritualista. El cementerio cuenta con cuatro pasillos paralelos al central y dos perpendiculares, uno anterior y uno posterior. Desde el pasillo posterior puede apreciarse una vista superior del pueblo de Mineral del Monte.
El cementerio está ocupado al 90% de su capacidad. Cuenta con 755 tumbas, pero 372 de ellas no están marcadas. A lado de la entrada principal se encuentra un pequeño museo que contiene fotografías de las personas enterradas. También se encuentra en la parte posterior derecha un pequeño jardín floral conmemorativo, abierto en 2010 con la finalidad de tener un lugar para recordar, contemplar y reflexionar. En él se pueden encontrar diferentes tipos de flores típicas de Cornualles, como camelias, ericas, romero, acacias, entre otras. El cementerio está completamente rodeado por oyameles, los cuales también se pueden encontrar en su interior entre las tumbas.
El estilo del cementerio es fiel a la arquitectura de Cornualles del siglo XIX, con tumbas hechas en mampostería y mármol en las que seguido se pueden observar símbolos celtas y masónicos. Curiosamente, todas las tumbas excepto una apuntan al noreste, pues en esa dirección se encuentra Inglaterra.
El panteón se encuentra abierto en un horario de visitas de 9:00 a 17:00. El costo de ingreso es una cooperación voluntaria a consideración del visitante.

## Historia

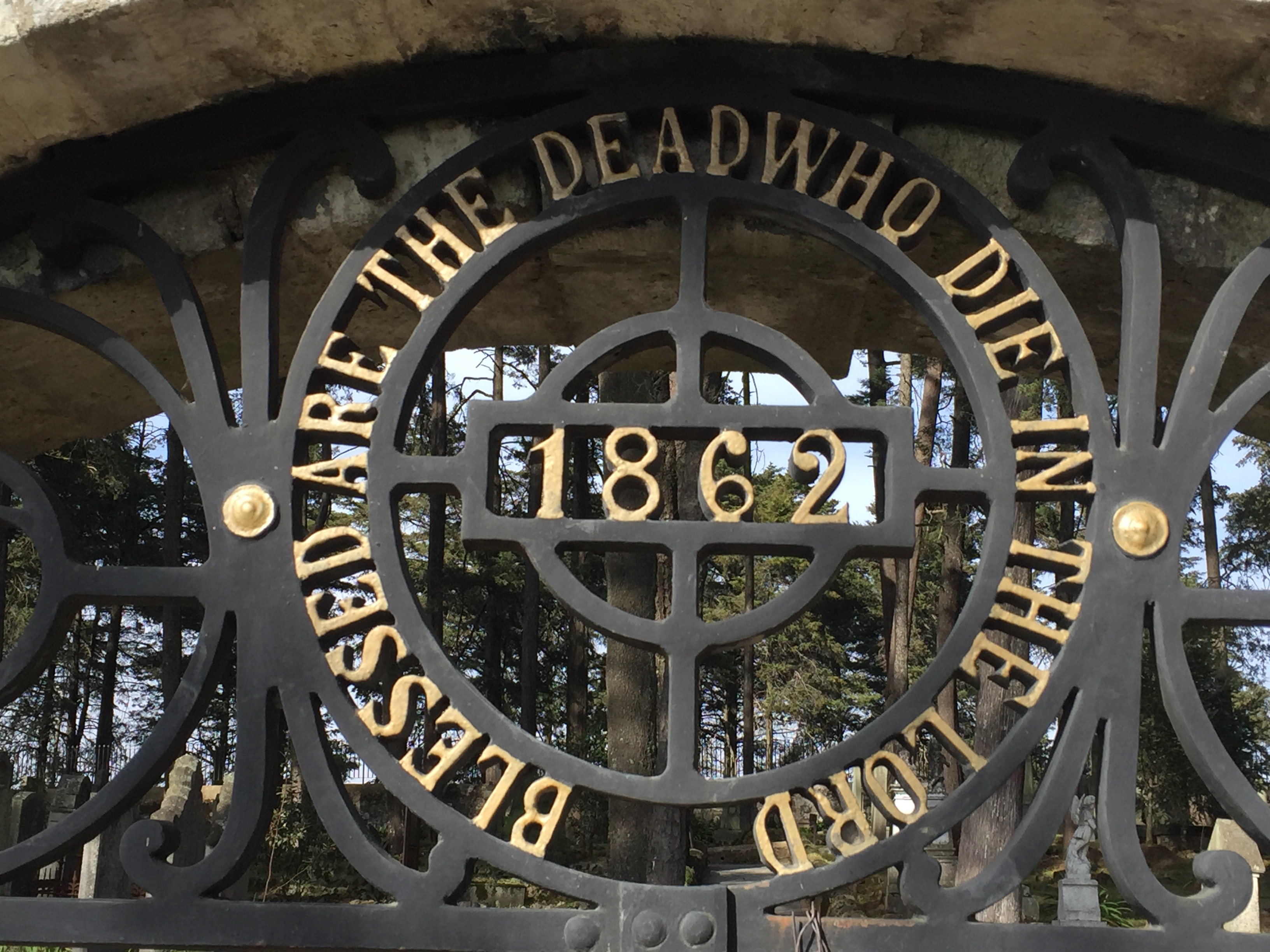
Leyenda encontrada en la verja principal del panteón.

### sigloXIX
A principios del siglo XIX la industria minera en Cornualles, una región inglesa famosa por su minería de cobre y estaño, estaba pasando por momentos difíciles económicamente, con escasez de recursos y pocas oportunidades para prosperar. Esto catalizó el comienzo de periodo en la historia de Cornualles conocida como la Diáspora Córnica, en el que cientos de miles de habitantes de la región emigraron hacia otras partes de Gran Bretaña y el mundo, especialmente al continente americano. Por esto se originó un importante influjo de inmigrantes ingleses en México, específicamente en el distrito minero del estado de Hidalgo. Mineral del Monte en particular era una localidad minera que, a pesar de su riqueza natural, se encontraba en rápido decaimiento después de la guerra de independencia, ya que no existían inversionistas dispuestos a restaurar las minas ni trabajadores que las operaran. El 50% de las minas habían sido abandonadas, y las que seguían en operación producían cantidades mínimas.
Esto combinado con el repentino interés de la población de Cornualles en nuevas oportunidades ocasionó que el 16 de agosto de 1824, en la ciudad de Londres, el conde Pedro Romero de Terreros III, dueño de diversas minas en la región, haya realizado la venta minas a la empresa inglesa "Robert Staples Company". Como consecuencia alrededor de 350 trabajadores ingleses emprendieron un viaje desde la península británica al pueblo de Mineral del Monte. Este viaje duró un año entero pues implicaba el traslado de 1500 toneladas de maquinaria necesaria. Debido a la diferencia en culto religioso entre los inmigrantes que practicaban la religión anglicana y los locales que practicaban la fe católica, quienes se rehusaban a enterrar judíos en sus cementerios, surgió la necesidad de un cementerio propio de los emigrantes de Cornualles en Mineral del Monte. Se conoce que las primeras tumbas anteceden la fecha de 1851, e incluso existen una tumba cuya lápida marca la fecha de deceso de 1837, pero su edificación formal fue erigida en el año de 1862.

### sigloXX

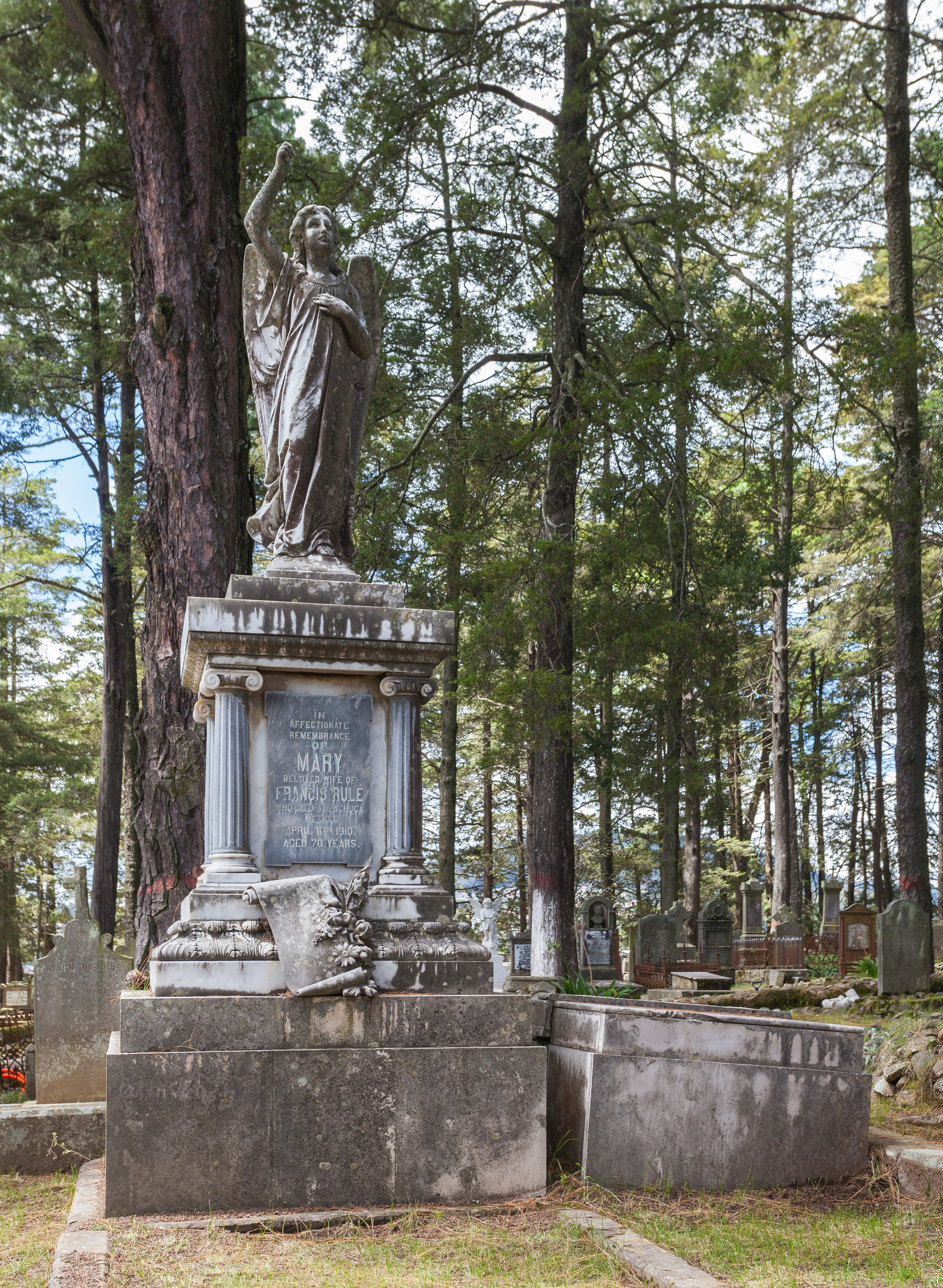
Tumba del panteón.

En el año de 1947 se realizó el primer y único plano del panteón, realizado por la Compañía Minera de Real del Monte. Este plano hacía el recuento de las tumbas en el panteón, así como los nombres, familias y fechas de deceso de los difuntos. Cabe mencionar que no todas las tumbas pudieron ser identificadas. Se desconoce el paradero de los planos originales, existen copias tanto en el museo del panteón como en Cornualles.
Desde la década de 1960, Inocencio Hernández Lara, más conocido como Don Chencho, fungió como cuidador y portador del legado del panteón y de la cultura hidalguese - córnica, herencia pasada de boca en boca a través de los años. Esta labor la realizó por casi 50 años y fue reconocida en 2005 por la Reina Isabel II, quien lo nombró miembro de la Orden del Imperio Británico, siendo el único mexicano en haber recibido esta orden. Él mismo fue minero de la región y esposo de Abril Skews Ramírez, mujer de ascendencia inglesa con quien tuvo dos hijas. Tras su muerte en 2011 su hija, María del Carmen Hernández Skews, es ahora la portadora de esta labor, siendo la primera mujer en realizarlo.

### sigloXXI
En 2005 la investigadora Aída Suárez Chávez publicó una extensa investigación titulada "Cementerio Británico de Real del Monte: Espíritu de un Pasado". Esta fue realizada en colaboración con el Fondo Estatal para la Cultura y las Artes de Hidalgo y relata la historia del panteón. En ella se puede encontrar a detalle la historia de la comunidad de inmigrantes ingleses en Hidalgo y el legado que han dejado en el estado.
En 2007 la embajada de Reino Unido en México creó el Patronato del Patrón Inglés, organización encargada de la conservación del panteón. En octubre de 2010, la embajadora de Reino Unido en México Judith Macgregor inauguró un jardín dentro del panteón, y realizó una visita a Don Chencho y su familia. Igualmente se llevaron a cabo procesos de restauración liderados por Bridget Estavillo y la paisajista Ana Ashida. Todo esto se realizó gracias al patronato del panteón, quien recaudó donaciones con las cuales se fondearon estas mejoras.
Debido a su carácter único y amplia expansión alrededor del mundo, Cornualles y su herencia minera de fueron nombrados Patrimonio Cultural de la Humanidad por la Unesco. Gracias a esto el Panteón Inglés obtuvo gran importancia cultural en la región. Ese mismo año la Secretaría de Turismo y Cultura del Estado de Hidalgo destinó 1 millón de pesos al mejoramiento del museo, la adecuación de los andadores y la instalación de iluminación nocturna.
En 2014 el príncipe Carlos de Gales y su esposa Camila de Cornualles realizaron su quinta visita en México, durante la cual realizaron un recorrido del pueblo de Mineral del Monte y del Panteón Inglés durante las celebraciones de Día de Muertos. El príncipe de Gales rindió honores a John Vial, un soldado mexicano-británico quien perdió la vida durante la Primera Guerra Mundial, depositando arreglos florales y una nota que leía "In Remembrance", En Recuerdo. Al salir firmó el libro de visitas.
En 2015 empezó el proyecto del Geoparque Comarca Minera que busca dar valor al patrimonio geológico, minero, arqueológico y cultural de la región de la Comarca Minera; fue designado de manera oficial dentro de la Red global de geoparques de la Unesco, el 5 de mayo de 2017; quedando el Panteón Inglés de Mineral del Monte como uno de los treinta y un geositios del proyecto.

## Tumbas Importantes

### Richard Bell
Esta tumba de acuerdo a la historia popular se dice que pertenece a Ricardo Bell, un payaso reconocido mundialmente. A pesar de que sus restos yacen de forma oficial en Nueva York, se dice que fue su deseo tener una tumba In Memoriam en el Panteón Inglés (aunque no esta comprobado oficialmente). La tumba realmente pertenece a un minero inglés del mismo nombre. Esta tumba es tal vez la más conocida en el panteón, pues es la única que no está orientada hacia el noreste.

### John Vial
John Vial (m.1916) fue un soldado británico que decidió dejar el pueblo de Real del Monte para luchar en la Primera Guerra Mundial. Murió en la Batalla del Somme. Su tumba fue visitada por el príncipe Carlos de Gales y su esposa en 2014.

### Robert Tindall
La tumba de Robert Tindall (m.1834) es la tumba con la fecha de defunción más antigua, la cual precede por casi 30 años a la apertura oficial del panteón.